# Henri Léon Lebesgue
Henri Léon Lebesgue (ɑ̃ʁi leɔ̃ ləbɛɡ; Beauvais, 28 de junio de 1875 - París, 26 de julio de 1941) fue un matemático francés conocido por su teoría de la integración, que generalizó el concepto de integración del siglo XVII: la suma del área entre un eje y la curva de una función definida para dicho eje. Su teoría se publicó originalmente en su tesis doctoral « Intégrale, longueur, aire» (Integral, longitud, área) en la Universidad de Nancy en 1902.

## Biografía
Lebesgue nació el 28 de junio de 1875 en Beauvais, Oise, Picardie, Francia. Su padre era tipógrafo y su madre, maestra de escuela. Sus padres crearon una biblioteca en casa que el joven Henri pudo utilizar. Su padre falleció de tuberculosis cuando Lebesgue era muy pequeño y su madre tuvo que mantenerlo sola. Dado que demostró un talento notable para las matemáticas en la escuela primaria, uno de sus profesores gestionó el apoyo comunitario para que continuara sus estudios en el Collège de Beauvais y luego en los Lycée Saint-Louis y Lycée Louis-le-Grand de París.
En 1894, Lebesgue fue aceptado en la École Normale Supérieure, donde continuó dedicándose al estudio de las matemáticas, graduándose en 1897. Tras graduarse, permaneció en la École Normale Supérieure durante dos años, trabajando en la biblioteca, donde conoció la investigación sobre discontinuidad que René-Louis Baire, recién graduado de la escuela, realizaba en aquel momento. Simultáneamente, comenzó sus estudios de posgrado en la Sorbona, donde conoció el trabajo de Émile Borel sobre la incipiente teoría de la medida y el de Camille Jordan sobre la medida de Jordan. En 1899, se trasladó a la docencia en el Lycée Central de Nancy, mientras continuaba su doctorado. En 1902, obtuvo su doctorado en la Sorbona con la tesis fundamental sobre «Integral, Longitud, Área», presentada bajo la tutela de Borel, cuatro años mayor que él.
Lebesgue se casó con la hermana de uno de sus compañeros de estudios y él y su esposa tuvieron dos hijos, Suzanne y Jacques.
Tras publicar su tesis, en 1902 le ofrecieron un puesto en la Universidad de Rennes, donde impartió docencia hasta 1906, cuando se trasladó a la Facultad de Ciencias de la Universidad de Poitiers. En 1910, Lebesgue se trasladó a la Sorbona como maestro de conferencias, donde ascendió a profesor a partir de 1919. En 1921, dejó la Sorbona para convertirse en profesor de matemáticas en el Collège de France, donde impartió docencia e investigación durante el resto de su vida.  En 1922, fue elegido miembro de la Academia de Ciencias. Henri Lebesgue falleció el 26 de julio de 1941 en París.

## Aportes matemáticos

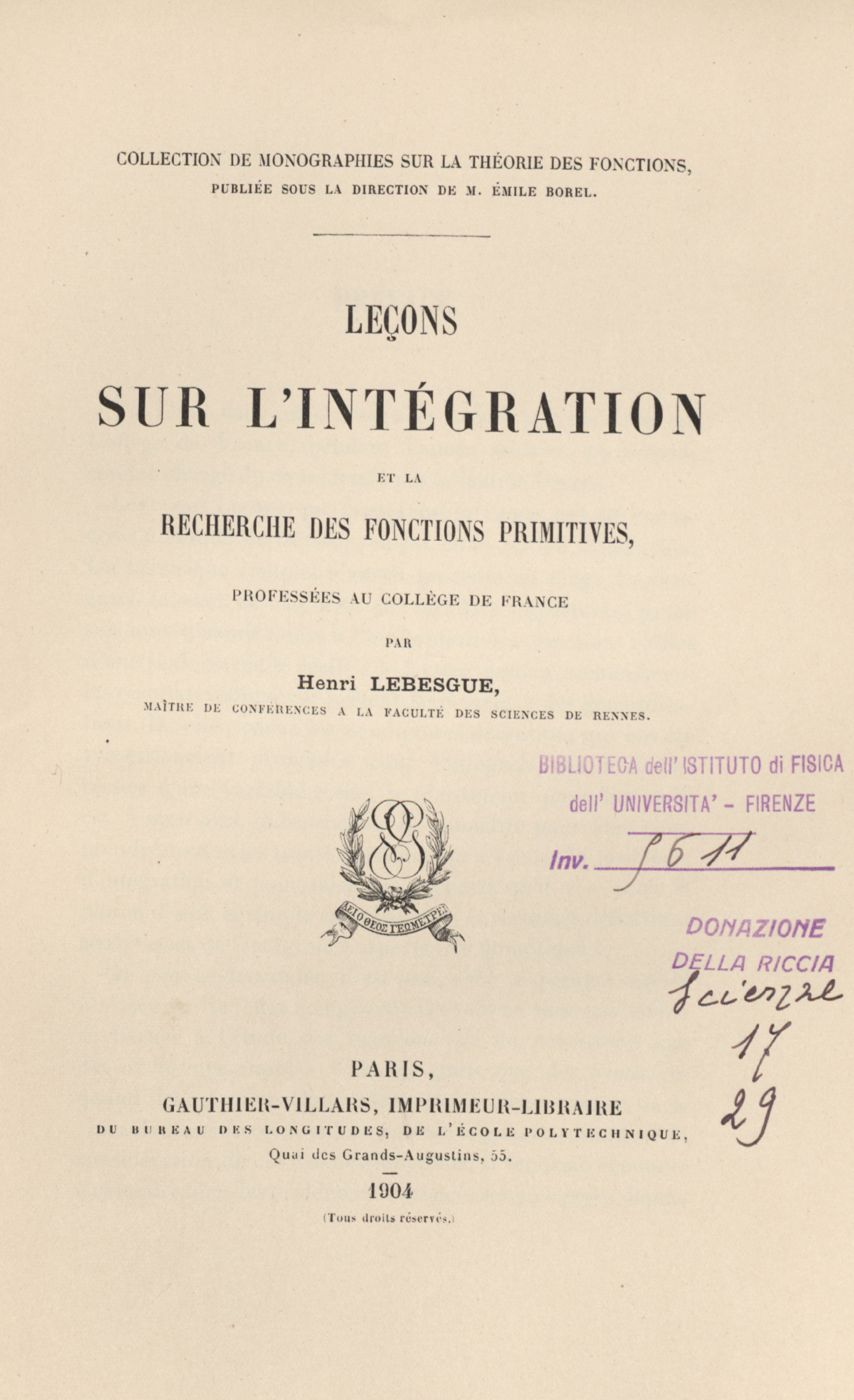
Leçons sur l'integration et la recherche des fonctions primitives, 1904

Lebesgue es fundamentalmente conocido por sus aportes a la teoría de la medida y de la integral. A partir de trabajos de otros matemáticos como Émile Borel y Camille Jordan, Lebesgue realizó importantes contribuciones a la teoría de la medida en 1901. Al año siguiente, en su tesis Intégrale, longueur, aire (Integral, longitud, área) presentada en la Universidad de Nancy, definió la integral de Lebesgue, que generaliza la noción de la integral de Riemann extendiendo el concepto de área bajo una curva para incluir funciones discontinuas. Este es uno de los logros del análisis moderno que expande el alcance del análisis de Fourier.
También aportó en ramas como la topología, la teoría del potencial y el análisis de Fourier. En 1905 presentó una discusión sobre las condiciones que Lipschitz y Jordan habían utilizado para asegurar que f(x) es la suma de su serie de Fourier.
A partir de 1910 no se concentró más en el área de estudio que él había iniciado, debido a que su trabajo era una generalización, y él era temeroso de las mismas. En sus palabras: Reducida a teorías generales, las matemáticas serían una forma hermosa sin contenido. Morirían rápidamente. A pesar de que desarrollos posteriores demostraron que su temor no tenía fundamentos, este nos permite entender el curso que siguió su trabajo.

## Obras
Además de aproximadamente 50 artículos, escribió dos libros: Leçons sur l'intégration et la recherche des fonctions primitives (1904) y Leçons sur les séries trigonométriques (1906).

## Eponimia
Además de los distintos conceptos matemáticos que llevan su nombre, se tiene que:
- El cráter lunar Lebesgue lleva este nombre en su memoria.[6]
- El asteroide (26908) Lebesgue también conmemora su nombre.